# Johann Karl August Musäus
Johann Karl August Musäus (29. března 1735 Jena – 28. října 1787 Výmar) byl německý filolog, spisovatel a literární kritik osvícenství, který je znám především jako sběratel pohádek a jako satirický i populární vypravěč. Pro české prostředí je zajímavé, že zaznamenal pověsti o kněžně Libuši a o Krakonošovi (Rýbrcoulovi, německy Rübezahl).

## Život

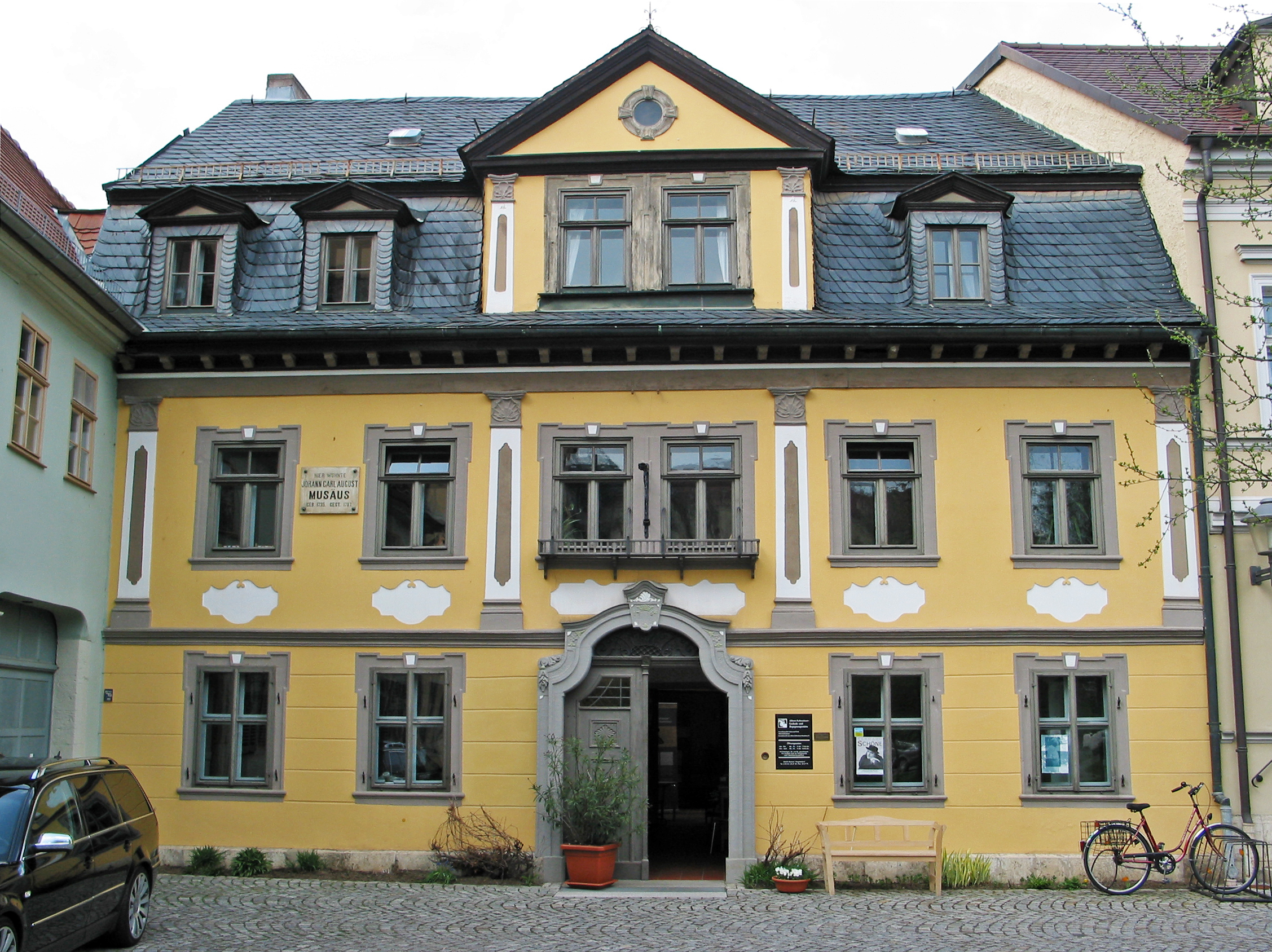
Dům ve kterém Musäus ve Výmaru žil, dnes Albert-Schweitzer-Gedenkstätte

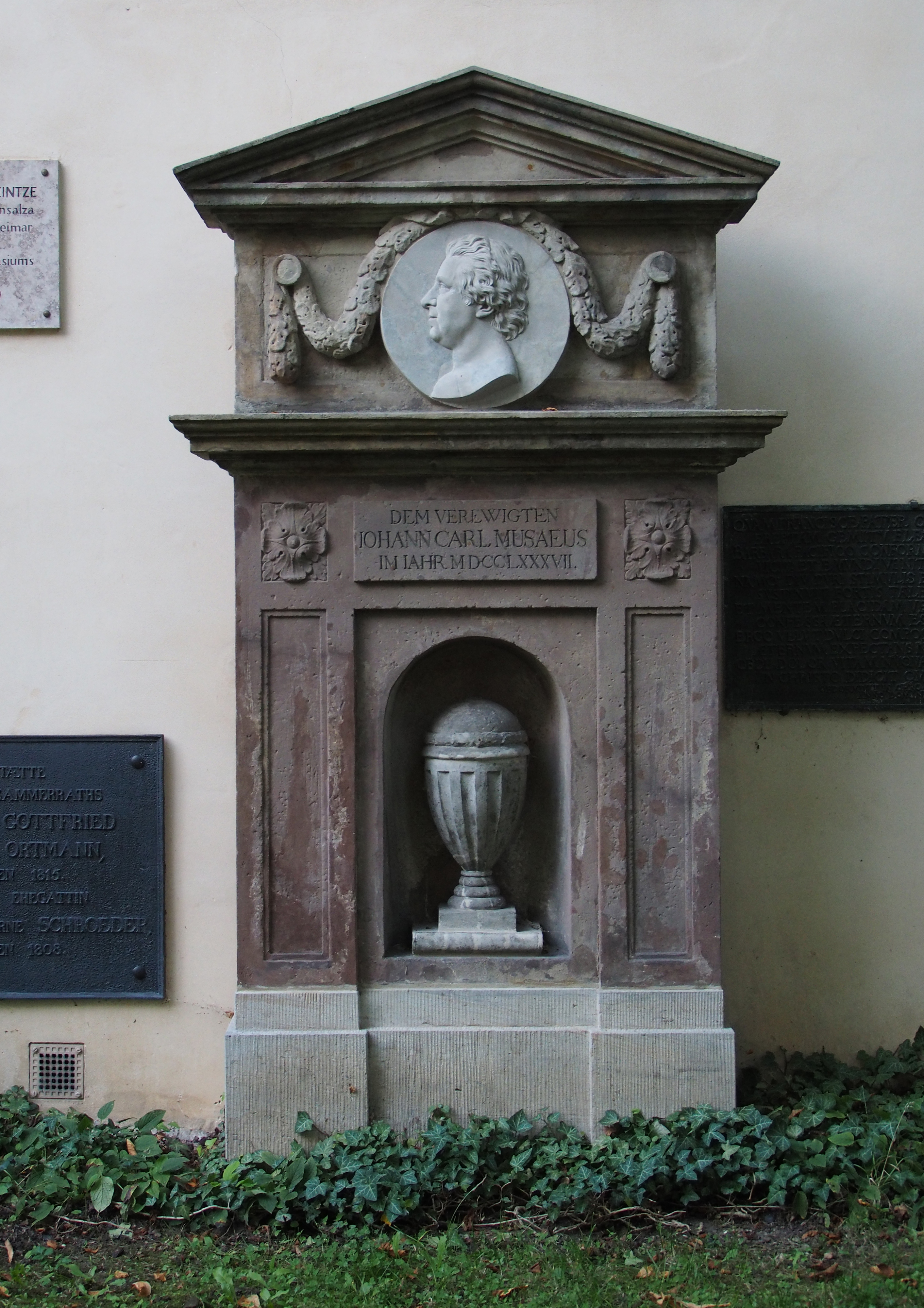
Musäův náhrobek na Jacobsfriedhofu ve Výmaru

Johann Karl August Musäus se narodil 29. března 1735 jako jediný syn přednosty úřadu a zemského soudce Johanna Christopha Musäuse (1697–1764) a jeho manželky Wilhelminy Julie Streit (* 1712) narozené v Jeně. Jako devětiletý přišel ke svému strýci v Allstedtu, který ho vychovával podle křesťanských hodnot. Oba se po několika letech přestěhovali do Eisenachu, protože tam měl Musäusův otec práci jako soudní a vyšší úředník. V roce 1754 začal studovat teologii na univerzitě v Jeně v roce 1758 přešel na studium klasické filologie. Důvodem této změny byla skutečnost, že se kvůli určitým církevním přestupkům nemohl ucházet o místo pastora ve Farnrodě poblíž Eisenachu .
V roce 1763 získal Musäus místo vychovatele ve Výmaru a o tři roky později začal působit jako literární kritik pro spisovatele a vydavatele Friedricha Nicolaie, který vydával .Všeobecnou německou knihovnu (Allgemeine deutsche Bibliothek). pro tuto edici napsal asi 350 kritik současných románů. V 1769 byl jmenován Annou Amalií, sasko-výmarsko-eisenašskou vévodkyní, profesorem klasických jazyků a dějepisu na Gymnáziu Wilhelma Ernsta ve Výmaru (Wilhelm-Ernst-Gymnasium Weimar). Na této škole také učil svého synovce Augusta von Kotzebue, který se později proslavil jako spisovatel.
V následujícím roce se oženil s Julianou Krügerovou (1743–1819), která mu později dala dva syny Karla (1772–1831) a Augusta, který zemřel v dětském věku. Obživa rodiny byla zajištěna profesorskou pozicí a autorskou činností. Od té doby Musaeus vedl pohodlný život stranou centra Výmarské klasiky a jeho hlavních představitelů. Byl kritikem kultu geniality a sentimentálního umění. Od roku 1776 byl členem zednářského řádu jako člen lóže vévodkyně Anny Amálie U tří růží (Anna Amalia zu den drei Rosen) ve Výmaru. Mnoho času trávil ve svém letním domě se zahradou, v posledních letech svého života zde psal své paměti. Zde jej navštěvovali jeho přátelé a známí, mezi které patřili intelektuální velikáni té doby, včetně vévody Karla Augusta, Friedricha Justina Bertucha, Gottfrieda Augusta Bürgera, Johanna Gottfrieda Herdera, Johanna Kaspara Lavatera, Friedricha Nicolaie, Corony Schröterové a v neposlední řadě Christopha Martina Wielanda. V roce 1783 byl přijat do řádu Illuminátů jako takzvaný presbyter pod jménem “Dante Alighieri / Priscillan”.
Zemřel dne 28. října 1787 ve Výmaru. Johann Gottfried Herder pronesl na jeho památku vzpomínku dne 30. října 1787. Místem jeho posledního odpočinku je hřbitov Jacobsfriedhof ve Výmaru. Musäuseoovo dílo bylo posmrtně publikováno v roce 1791 Augustem von Kotzebue pod názvem „Nachlassene Schriften“.
Musäův dům na náměstí Kegelplatz ve Výmaru využívá Nadace Alberta Schweitzera, která zde spravuje muzeum. Jeho jméno nese škola Výmaru (Carl-August-Musäus Regelschule). 

## Dílo
- Grandison der Zweite, oder Geschichte des Herrn von N***, 1760–1762, trojdílný román, který paroduje sentimentální román Historie sira Charlesa Grandisona Samuela Richardsona (původně anonymní)
- Das Gärtnermädchen von Vincennes, 1771, operní libretto, které použili dva skladatelé: Ernst Wilhelm Wolf (1769) a František Ondřej Holý (Franz Andreas Holly, 1775 – Zahradnice)
- Physiognomische Reisen, 1778–1779, satirický román namířený proti Johannovi Kasparovi Lavaterovi a jeho fyziognomické nauce a kultu geniality skupiny Sturm und Drang.
- Der deutsche Grandison, auch eine Familiengeschichte, 1781–1782, dvoudílná adaptace jeho románu Grandison z roku 1762.
- Volksmährchen der Deutschen. 1782–1786: Sbírka pohádek a legend v pěti svazcích. Pohádky a pověsti jsou prezentovány jako lidové, ve skutečnosti se ale jedná o Musäovo autorské dílo. Zdůrazněny jsou rovněž satirické prvky.
  - Svazek 1: Die Bücher der Chronika der drei Schwestern, Richilde, Rolands Knappen
  - Svazek 2: Legendy o Rübezahlovi, Die Nymphe des Brunnens
  - Svazek 3: Libussa, Der geraubte Schleier, Liebestreue
  - Svazek 4: Stumme Liebe, Ulrich mit dem Bühel, Dämon Amor
  - Svazek 5: Melechsala, Der Schatzgräber, Die Entführung
- Volksmährchen der Deutschen. S dřevoryty podle původních kreseb R. Jordana, G. Osterwalda, L. Richtera a A. Schrödtera, Leipzig : Mayer und Wigand, 1842.
- Freund Hein's Erscheinungen in Holbein's Manier. 1785, Moderní tanec smrti v próze.
- Straußfedern. 1787, první svazek sbírky novel, dokončení znemožnila autorova smrt.
- Moralische Kinderklapper für Kinder und Nichtkinder. 1794, učebnice pro děti. Volná adaptace knihy „Les Hochets Moraux“ od M. Mongeta z roku 1782. Práci na ní přerušila Musäuova smrt. Jeho přítel Friedrich Justin Bertuch jej upravil a posmrtně vydal.

## Vliv na Čechy
Musäova sbírka Lidové pohádky Němců (Volksmährchen der Deutschen) obsahuje dvě významné české pověsti: O kněžně Libuši a O Krakonošovi.

### Pověst o Libuši
Pověst o Libuši byla tehdy velmi populární a Musäovo zpracování prokazatelně ovlivnilo další autory:
- 1815 – Clemens Brentano jím byl ovlivněn při psaní svého dramatu Založení Prahy (Die Gründung Prags),
- vedle toho vyšlo začátkem 19. století několik anonymních vydání příběhu o kněžně Libuši, které uvádějí téměř doslovně Musäův text.

### Pověsti o Krakonošovi
- 1819 – Wolfgang Adolf Gerle: Pohádky Čechů (Volksmährchen der Böhmen), v knize jsou uvedeny tři Musäovy příběhy o Krakonošovi.
- 1830 Tři z pěti příběhů o Krakonošovi přeložil a v roce 1830 vydal Václav Rodomil Kramerius, překlady jsou ale jen přibližné a postrádají řadu informací původní předlohy. Zcela se například ztrácí Musäovo vysvětlení Krakonošova jména. V původní pohádce Krakonoš přiláká a chce pojmout za manželku princeznu Emu. Ta pochopí, že s mocným duchem hor nemůže soupeřit silou a proto na oko se svatbou souhlasí, ale požádá Krakonoše, aby zašel na pole a spočítal řepy, ze kterých dokázal kouzlit služebnictvo i zvířata. Krakonošovi se to ale nedaří, počítá stále znovu, ale nemůže se dopočítat. Princezna Ema využije této doby a Krakonošovi uprchne. Krakonošovi zůstane posměšná přezdívka Řepočet (Rübezahl).
- 1880 příběh převyprávěl a upravil P. J. Schult
- 1982 – Jaromír Jech: Z Krakonošovy mošny, Praha : Albatros, 202 stran
- 2002 – Dagmar Klímová: Krakonošovské pověsti v Musäově sbírce německých pohádek[3]
- moderní překlad pořídil Ladislav Futera, zatím (do roku 2019) knižně nevydáno.[4]

## Ocenění
V roce 1989 byla na jeho počest pojmenována planetka (10749) Musaeus.